# ГАЭС Маале Гильбоа

Схема.

Гильбоа — гидроаккумулирующая электростанция на восточном склоне горы Гильбоа, Галилея, Израиль, которая используется для выравнивания суточной неоднородности графика электрической нагрузки. Может производить до 300 мегаватт электроэнергии.
Разница высот между верхним и нижним бьефами 500 метров. Станция способна генерировать избыточную мощность часы низкой нагрузки, обеспечивая производство дополнительной электроэнергии в часы пиковой нагрузки. Во время минимального использования электричества ГАЭС использует энергию для перекачки воды из нижнего резервуара в верхний. При увеличении потребления электричества вода сбрасывается вниз и запускает турбину, вырабатывающую электричество.
Станция состоит из двух резервуаров, верхнего и нижнего, с пропускной способностью около 2,7 миллиона кубических метров каждый. Они связаны бетонным туннелем длиной примерно 4500 метров, заполненного стальными трубами 16 дюймов в диаметре. Кроме того, есть туннели около 1500 метров для обслуживания и логистики. Разница в высоте между водохранилищами  500 метров. Верхний резервуар расположен недалеко от кибуца Маале-Гильбоа, а нижнее водохранилище вблизи кибуца Решафим. Общая площадь станции составляет 1533 дунам.
Расход воды станции составляет 2,7 млн. куб. метра для первоначального заполнения и еще 600 000 кубических метров в год для компенсации испарения. Источником воды для станции являются родники из долины Эмек аМайанот на первом этапе, и южная часть реки Иордан (опресненный) на следующем этапе.
Мощность выходной мощности станции составит до 300 МВт. С 90-секундным откликом при переключения между режимом потребления (хранения) и производством. Минимальная эффективность системы составит 76%.